# Спортивний комітет України
Спілка громадських організацій «Спортивний комітет України» (СКУ) заснована у 2005 році як всеукраїнська спілка громадських організацій фізкультурно-спортивної спрямованості. Наразі СКУ налічує понад 50 членів — всеукраїнських федерацій з неолімпійських видів спорту.

## Мета діяльності
Метою діяльності СКУ є сприяння розвитку видів спорту, що не входять до програми Олімпійських, Паралімпійських ігор, підтримка та координація діяльності відповідних спортивних громадських організацій.
СКУ:
- представляє Україну у відповідних міжнародних спортивних організаціях, на Всесвітніх та Європейських іграх з неолімпійських видів спорту, інших міжнародних спортивних змаганнях;
- організовує та проводить зі спортивними федераціями всеукраїнські та міжнародні заходи з неолімпійських видів спорту, яскравим прикладом є видовищні Всеукраїнські ігри з єдиноборств (щорічні, започатковані у 2011 році) та Всеукраїнські пляжні ігри (щорічні, започатковані у 2012 році);
- самостійно висвітлює (на власному вебсайті та у журналі, що видається спілкою) і сприяє висвітленню у ЗМІ діяльності та досягнень організацій неолімпійського спорту України;
- надає підтримку та сприяє проведенню членами спілки суддівських та тренерських семінарів;
- організовує та проводить семінари і тренинги з актуальних для спортивних федерацій питань;
- взаємодіє із органами державної влади та сприяє плідній взаємодії із ними спортивних федерацій, зокрема, сприяє у наданні всеукраїнським спортивним федераціям статусу національної спортивної федерації з відповідного неолімпійського виду спорту.

## Контакти
Адреса: вул. Велика Васильківська, буд. 56, оф. 10., м. Київ